# Roland Glas
Roland Glas (* 4. Dezember 1960) ist ein ehemaliger Schweizer Skispringer, der den Skiclub Wildhaus vertrat. Er war von 1976 bis 1983 Mitglied des Schweizer Skisprung-Nationalkaders und nahm von 1974 bis 1985 an internationalen Wettkämpfen teil.

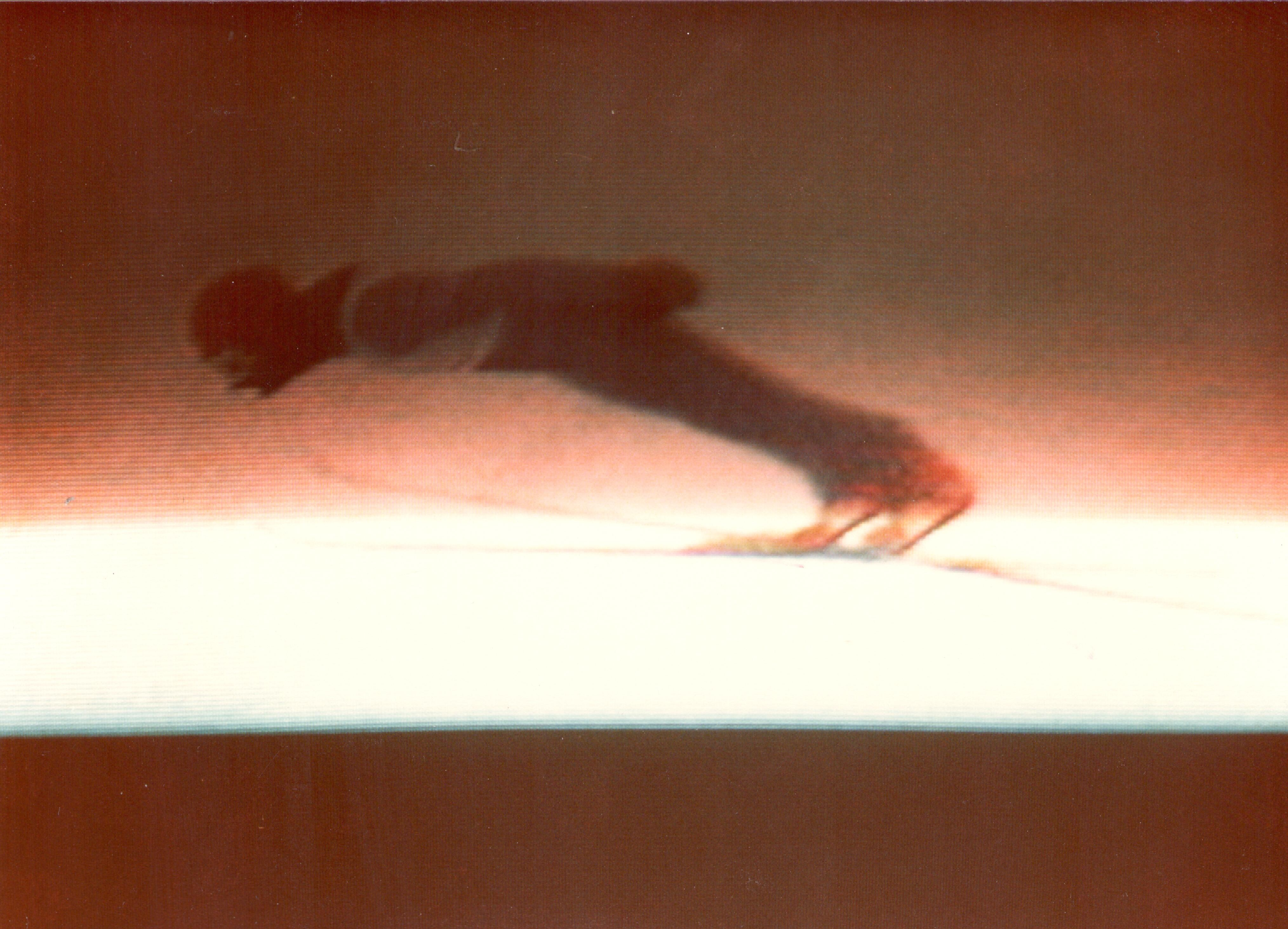
Roland Glas am 23. Januar 1982 in Thunder Bay, Kanada (Weltcupspringen, 17. Rang)

## Leben
Roland Glas erreichte bei der Junioren-WM in Murau 1978 den 40. Rang. Bei der Skiflug-Weltmeisterschaft in Planica 1979 sprang er auf den 39. Platz. Bei den beiden Teilnahmen an der Vierschanzentournee 1980/81 und 1981/82 wurde er 107. bzw. 63. Sein bestes Ergebnis in einem Weltcupwettbewerb war der 17. Platz auf der Normalschanze in Thunder Bay (Kanada) am 23. Januar 1982.

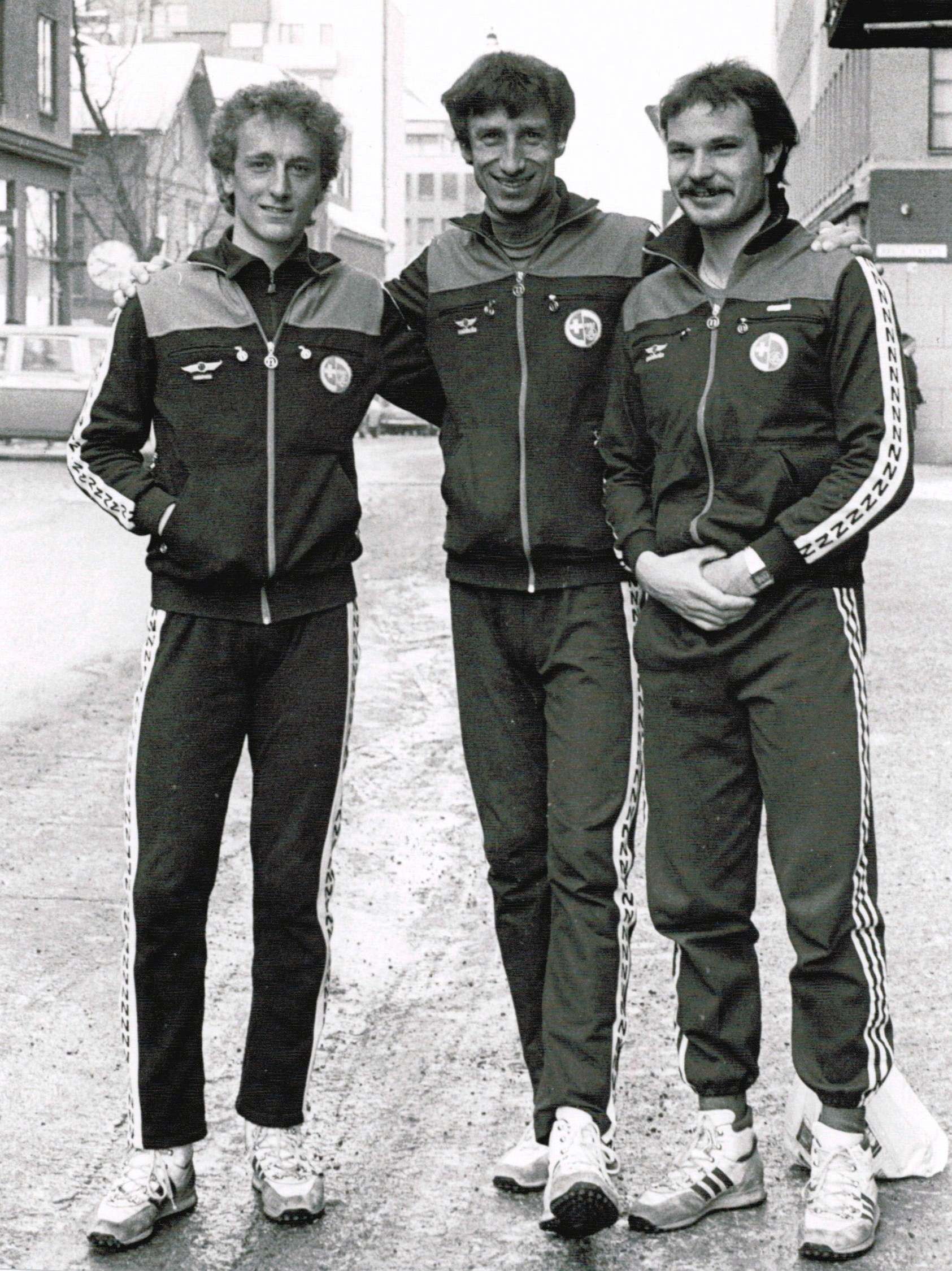
Die Schweizer Skispringer Paul Egloff (links), Walter Steiner (Mitte, damals Assistenztrainer) und Roland Glas (rechts) in Lahti (Finnland), März 1982

An nationalen Meisterschaften war er 1977 (mit 16 Jahren) in Gstaad Vierter (Sieger Walter Steiner) und 1981 in Sainte-Croix Zweiter (siehe Liste der Schweizer Meister im Skispringen).
Nach verschiedenen Verletzungen und Verbandsquerelen beendete er seine Karriere. Heute betreibt er in der Region Basel sein eigenes Architekturbüro.